# Cantón de Monein
El cantón de Monein era una división administrativa francesa, situada en el departamento de los Pirineos Atlánticos y la región Aquitania.

## Composición
El cantón de Monein incluía ocho comunas:
- Abos
- Cuqueron
- Lahourcade
- Lucq-de-Béarn
- Monein
- Parbayse
- Pardies
- Tarsacq

## Supresión del cantón de Monein
En aplicación del Decreto nº 2014-248 de 25 de febrero de 2014 el cantón de Monein fue suprimido el 22 de marzo de 2015 y sus ocho comunas pasaron a formar parte del nuevo cantón de Corazón de Bearne.